# Zsigmond Deáky
Zsigmond Deáky (getauft 15. Mai 1795 in Himod, Ungarn; † 29. Dezember 1872 in Győr) war ein ungarischer Geistlicher und Weihbischof in Győr.

## Leben
Die Priesterweihe empfing Zsigmond Deáky am 7. Dezember 1819. Nach seinem Studium an der römischen Universität La Sapienza wurde er am 9. April 1823 zum Doktor der Theologie und der Philosophie promoviert. Im April 1835 trat er in den Dienst der Kurie, scheint dort jedoch kein Amt ausgeübt zu haben.
Papst Gregor XVI. ernannte ihn am 7. Januar 1836 zum Abt des Klosters St. Peter und Paul in Kács. Am 12. Juli 1841 wurde Zsigmond Deáky zum Titularbischof von Caesaropolis und zum Weihbischof in Győr ernannt. Die Bischofsweihe empfing er am 24. August desselben Jahres in der Kathedrale San Martino in Lucca, die Konsekratoren sind nicht bekannt. Zwischen 1850 und 1867 trat er als Mitkonsekrator mehrerer ungarischer Bischöfe in Erscheinung.